# Estação Plaça de Catalunya

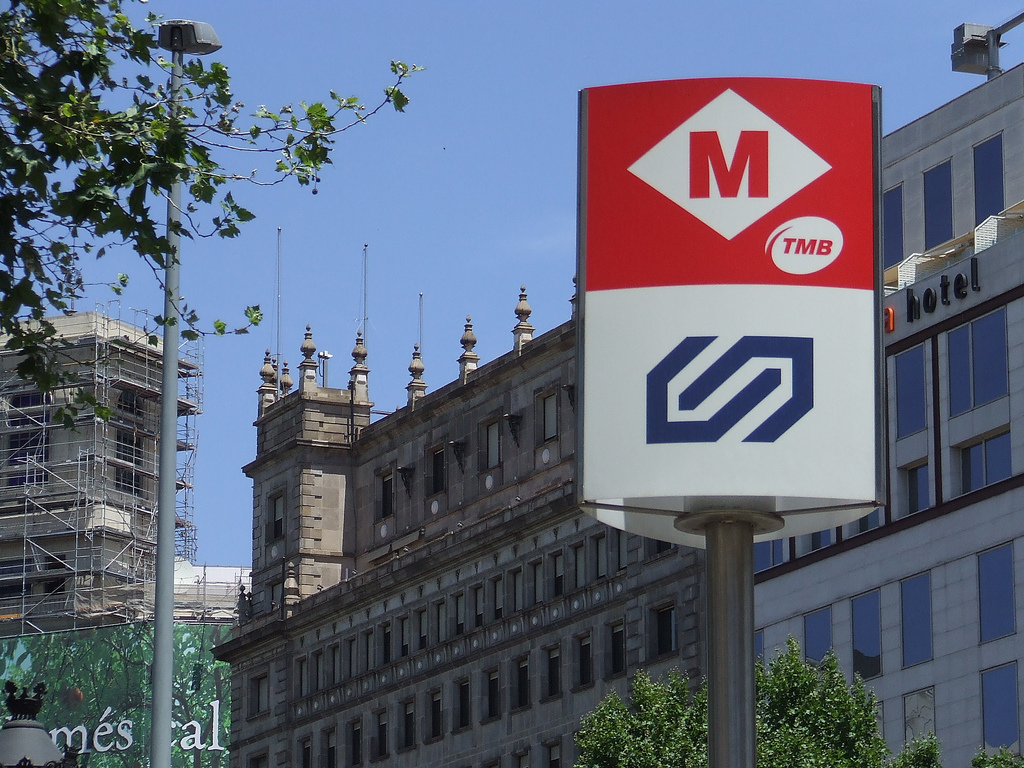
Sinalização de acesso a estação

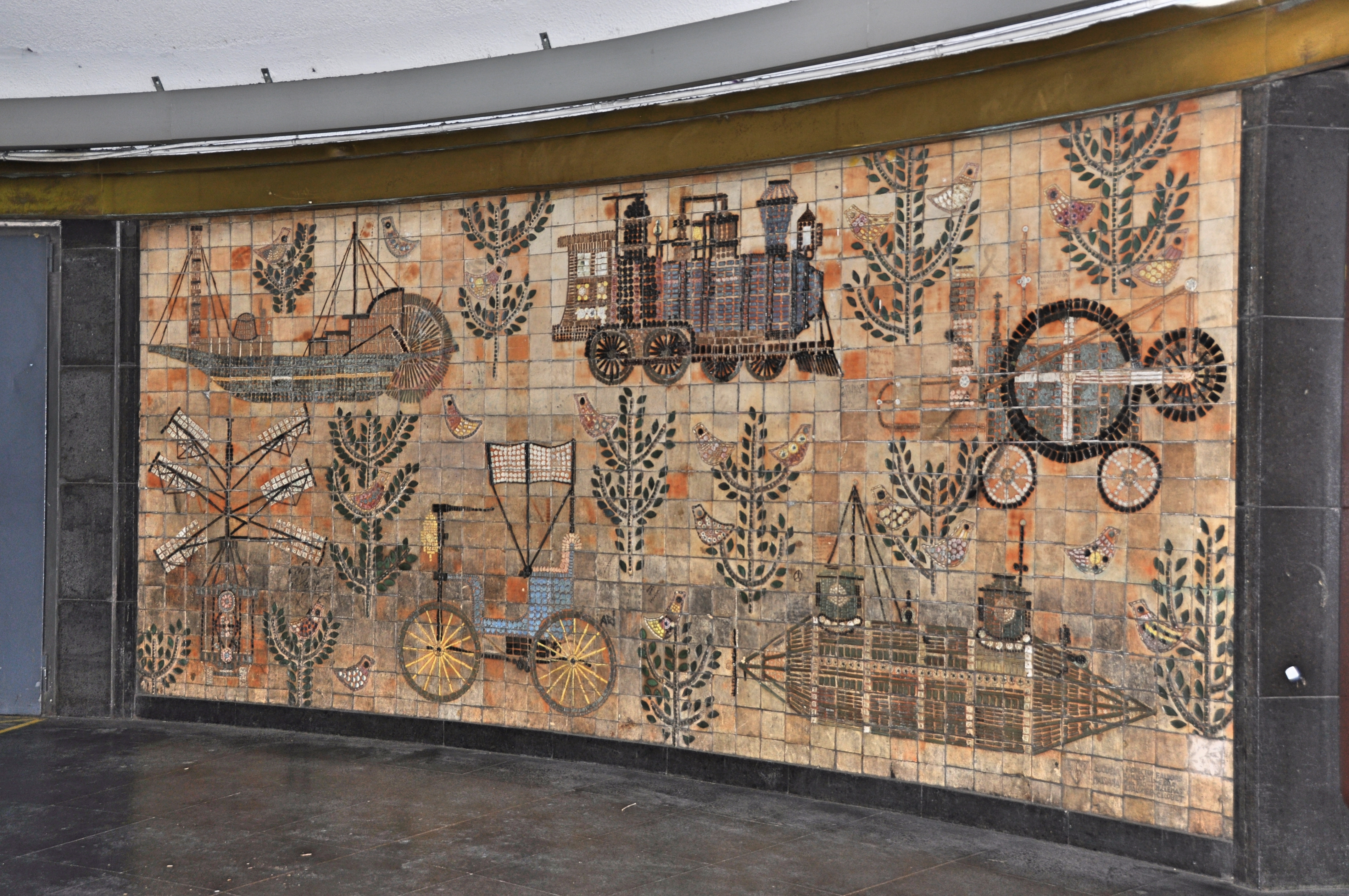
Mural em cerâmica, obra de 1966

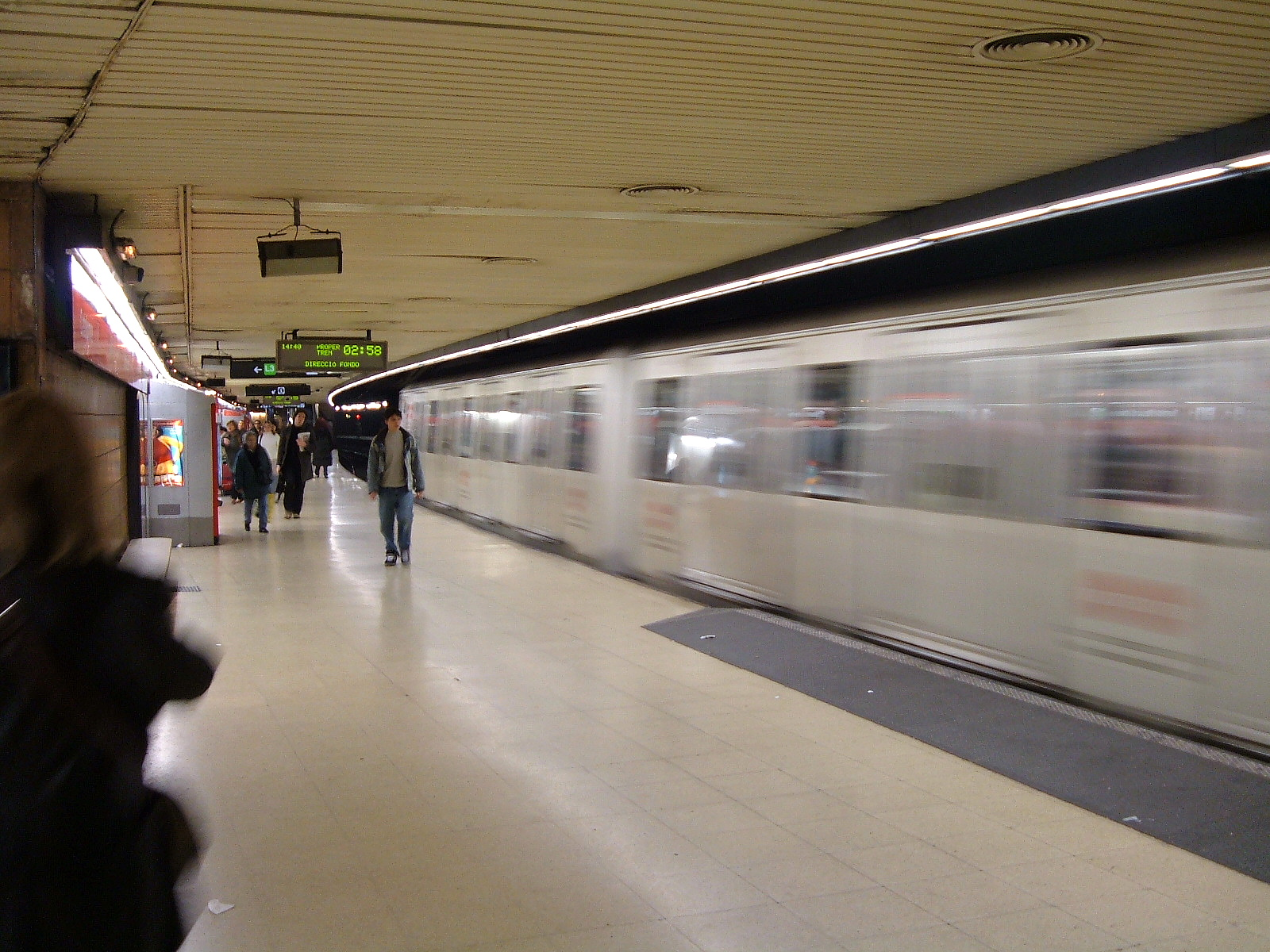
Partida de trem da estação Catalunya

Estação Plaça de Catalunya, também conhecida como Barcelona-Plaça Catalunya, Plaça de Catalunya ou apenas por Catalunya  (em catalão:  Estació de Plaça de Catalunya - em castelhano:  Estación de Plaza de Cataluña) é um entrocamento metroviário que atende as linhas: Linha 1, Linha 3, Linha 6 e Linha 7 do Metro de Barcelona. É um importante complexo de estações da cidade de Barcelona, localizado sob a Plaça de Catalunya, a praça central da cidade e um grande centro de transportes. Muitas linhas Rodalies de Catalunya, Metro de Barcelona e Ferrocarrils de la Generalitat de Catalunya passam por elea e muitas linhas de ônibus ligam o terminal a todos os bairros da cidade e a maioria dos municípios da área metropolitana.